# Kwas trichlorooctowy
Kwas trichlorooctowy (łac. acidum trichloroaceticum), TCA – organiczny związek chemiczny z grupy kwasów karboksylowych, chloropochodna kwasu octowego.
W temperaturze pokojowej jest to substancja krystaliczna rozpływająca się w kontakcie z powietrzem. Bardzo dobrze rozpuszcza się w wodzie, trochę gorzej w alkoholu etylowym i eterze dietylowym.
Efekt indukcyjny, spowodowany obecnością w cząsteczce 3 atomów chloru zamiast 3 atomów wodoru, sprawia, że moc kwasu trichlorooctowego jest znacznie większa niż kwasu octowego i zbliżona do mocy kwasu siarkowego.
Kwas trichlorooctowy otrzymywany jest przez utlenianie chloralu. Używany m.in. w preparatyce biochemicznej, w biologii molekularnej i genetyce. Stosowany jest do denaturacji białek przy izolacji DNA, zatrzymywania reakcji enzymatycznych przy badaniu aktywności katalitycznej enzymów etc. Stosowane stężenie ok. 10% (m/v) jest wystarczające dla uzyskania całkowitej denaturacji białek w próbach. Stosuje się go również w medycynie jako środek antyseptyczny i ściągający. Kwas ten nadżera naskórek.